# Christa Lang
Christa Lang (Winterberg, 23 de diciembre de 1943) es una actriz y guionista de cine y televisión germano-estadounidense. Lang trabajó frecuentemente con su esposo, el director Samuel Fuller y es conocida por películas como Perro blanco, Tote Taube in der Beethovenstraße, What's Up, Doc?, Tierra de abundancia, S'en fout la mort, Alphaville, The Big Red One, Nickelodeon y Ladrones en la noche.

## Primeros años de vida
Christa Lang nació en Winterberg, Alemania. A los diecisiete años, Lang se mudó a Francia y trabajó en París como au pair y traductora para una empresa textil mientras estudiaba actuación.

## Carrera
Lang hizo su debut cinematográfico en la película de la nouvelle vague francesa L'assassin connaît la musique... (1963) y tuvo un papel secundario no acreditado en Alphaville (1965). En 1967, tuvo un papel secundario en Le Scandale junto a Anthony Perkins, seguido de un papel secundario en What's Up, Doc? (1972) junto a Barbra Streisand. En 1976, apareció como Anna Hauptmann en The Lindbergh Kidnapping Case, basada en el secuestro del hijo de Lindbergh.
Continuaría apareciendo en la película Perro blanco (1982) de su marido, Samuel Fuller. En 1981, Lang cofundó Chrisam Films con Fuller. También apareció en la película francesa Ladrones en la noche (1984) y La sangre de otros (1984), junto a Jodie Foster y Sam Neill.
Como guionista, Lang es quizás más conocida como coguionista, con su marido, de la película de 1994 Girls in Prison.

## Vida personal
Lang estuvo casada con el director Samuel Fuller desde 1967 hasta su muerte en 1997. Tuvieron una hija, Samantha Fuller.

## Filmografía como actriz
| Año  | Título                                 | Papel                              | Notas                               |
| ---- | -------------------------------------- | ---------------------------------- | ----------------------------------- |
| 1963 | L'assassin connaît la musique...       | Cristina                           |                                     |
| 1964 | Le Tigre aime la chair fraîche         | Niña con Dobrovski                 |                                     |
| 1965 | Alphaville                             | Primera seductora de tercera clase | Sin acreditar                       |
| 1965 | Misión especial en Caracas             | Christelle                         |                                     |
| 1966 | Du rififi à Paname                     | Niña de Mario                      |                                     |
| 1967 | Le Scandale                            | Paula                              |                                     |
| 1967 | Réseau secret                          | Eva                                |                                     |
| 1969 | Charro!                                | Christa                            |                                     |
| 1972 | What's Up, Doc?                        | Sra. Hosquith                      |                                     |
| 1973 | Tote Taube in der Beethovenstraße      | Christa                            | Originalmente un episodio de Tatort |
| 1975 | At Long Last Love                      | Señora embarazada                  |                                     |
| 1976 | The Lindbergh Kidnapping Case          | Anna Hauptmann                     | Telefilme                           |
| 1976 | Nickelodeon                            | Intérprete de escenario            |                                     |
| 1980 | The Big Red One                        | Condesa alemana                    | Sin acreditar                       |
| 1982 | Perro blanco                           | Enfermera                          |                                     |
| 1984 | Ladrones en la noche                   | Solange                            |                                     |
| 1984 | La sangre de otros                     | Fouille de Femme Allemand          |                                     |
| 1984 | Mistral's Daughter                     | Conserje                           | Miniserie ; 4 episodios             |
| 1989 | Samuel Fuller's Street of No Return    | Enfermera                          |                                     |
| 1990 | Tinikling ou 'La madonne et le dragon' | Mamá                               |                                     |
| 1990 | S'en fout la mort                      | Madre de Toni                      |                                     |
| 1993 | Los arpenteurs de Montmartre           |                                    |                                     |
| 1998 | L.A. Without a Map                     | Mujer en autobús                   |                                     |
| 2001 | Aizea: City of the Wing                | Mujer jugando a las cartas         | Cortometraje                        |
| 2004 | Tierra de abundancia                   | Mujer del parque de casas rodantes |                                     |
| 2013 | Night of the Templar                   | Mujer ciega                        |                                     |
| 2017 | The Queen of Hollywood Blvd            | Mamá                               |                                     |